# +44
+44는 미국의 록 밴드이다. 블링크-182의 멤버였던 트래비스 바커, 마크 호퍼스와 트랜스플랜츠의 투어 기타리스트 크레이그 페어바우 그리고 셰인 갤러거의 멤버로 구성되어 있다. 데뷔 음반 "When Your Heart Stops Beating"은 2006년 11월 14일에 발매되었다.
+44라는 밴드명은 호퍼스와 바커가 이 프로젝트를 처음 논의한 영국의 국제전화 나라 번호에서 유래되었다.

## 멤버
- 마크 호퍼스(Mark Hoppus) - 리드 보컬, 베이스 기타
- 셰인 갤러거(Shane Gallagher) - 기타
- 크레이그 페어바우 (Craig Fairbaugh) - 기타, 배킹 보컬
- 트래비스 바커(Travis Barker) - 드럼, 키보드

### 이전 멤버
- 캐럴 헬러(Carol Heller) - 보컬, 기타(2005년 ~ 2006년)

## 음반 목록

### 정규 음반
- "When Your Heart Stops Beating"(2006년)

## 같이 보기
- 블링크-182